# Eleccions legislatives franceses de 1837
Les eleccions legislatives franceses de 1837 van tenir lloc el 4 de novembre 1837 a causa de la dissolució de la cambra sortint pel rei Lluís Felip I el 3 d'octubre anterior. Va intentar reforçar al president del consell, el comte Mathieu Molé, a causa de la forta oposició dins de la majoria parlamentària orleanista i animades en particular pel seu predecessor Adolphe Thiers. Tanmateix, Lluís Felip va dissoldre novament la Cambra per manca de majoria el 2 de febrer de 1839.

## Sistema de votació
Conforme a la Carta de 1830, els diputats foren elegits per escrutini majoritari uninominal a una volta a cadascuna de les 459 circumscripcions definides per le redistribució de 1831. El sufragi era censatari, i el cos electoral tenia 198.8365 inscrits.

## Resultats
| Partit | Partit              | Líder                  | Vots    | %     | Escons |
| ------ | ------------------- | ---------------------- | ------- | ----- | ------ |
|        | Centre ministerial  | Louis-Mathieu Molé     | 54,922  | 36.2% | 168    |
|        | Partit del Moviment | Adolphe Thiers         | 46,426  | 30.6% | 142    |
|        | Centre-dreta        | François Guizot        | 20,937  | 13.8% | 64     |
|        | Tercer Partit       | André Dupin            | 18,358  | 12.1% | 56     |
|        | Republicans         | Alexandre Ledru-Rollin | 6,220   | 4.1%  | 19     |
|        | Legitimistes        | Pierre-Antoine Berryer | 4,855   | 3.2%  | 15     |
| Total  | Total               | Total                  | 151,720 | 100%  | 464    |